# 林岗 (1952年)
林岗（1952年4月—），男，祖籍浙江桐乡，生于四川泸州，中国经济学家，曾任中国人民大学副校长、教授、博士生导师。